# Rhinopoma hardwickii
Rhinopoma hardwickii é uma espécie de morcego da família Rhinopomatidae. Pode ser encontrado do Irã até a Índia, Nepal e Bangladesh.